# Jacques Anne Joseph Le Prestre de Vauban
Pour les articles homonymes, voir Le Prestre et Vauban (homonymie).
Jacques Anne Joseph Le Prestre, marquis de Vauban, né à Dijon, le 10 mars 1754 et mort le 20 avril 1816 à Vauban, est un militaire français. Il participe comme officier à la guerre d'indépendance des États-Unis. Il devient ensuite colonel puis maréchal de camp, participe à la campagne de 1792 dans l'armée des émigrés, puis à l'expédition de Quiberon.

## Biographie

### Ancien Régime

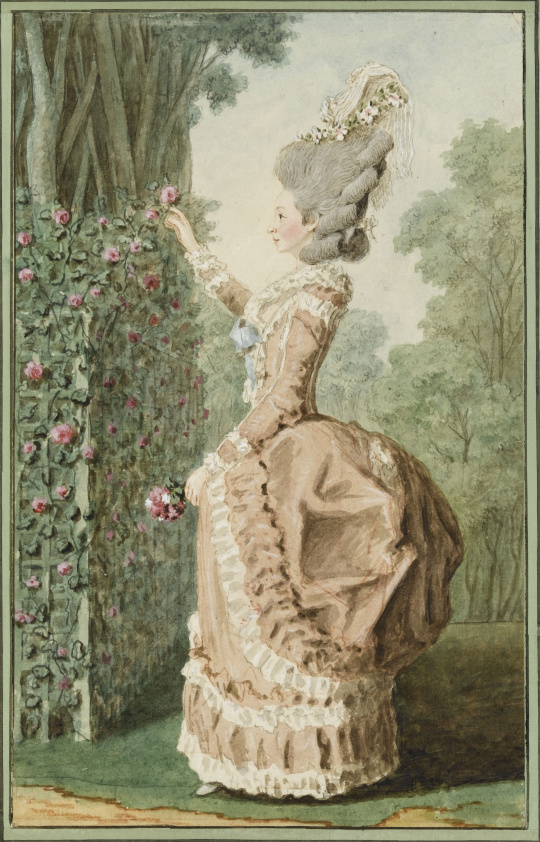
Portrait de son épouse, Henriette de Puget de Barbentane.

Petit-fils du général Antoine Le Prestre de Vauban, Jacques Anne Joseph Le Prestre de Vauban montra de bonne heure un goût très prononcé pour les armes. 
Il entra en 1770 comme sous-lieutenant dans les dragons de la Rochefoucauld et passa bientôt dans le régiment de Chartres comme capitaine, puis dans la gendarmerie dite « de Lunéville », où il fut sous-lieutenant. Il suivit ensuite Rochambeau en Amérique comme son aide de camp et fut envoyé en France, en 1782, avec des dépêches de ce général. Il devint alors colonel en second du régiment d'Agénois, et peu de temps après, le duc d'Orléans, dont il était chambellan, le fit nommer colonel du régiment d'infanterie de son nom et chevalier de Saint-Louis le 13 juin 1784.

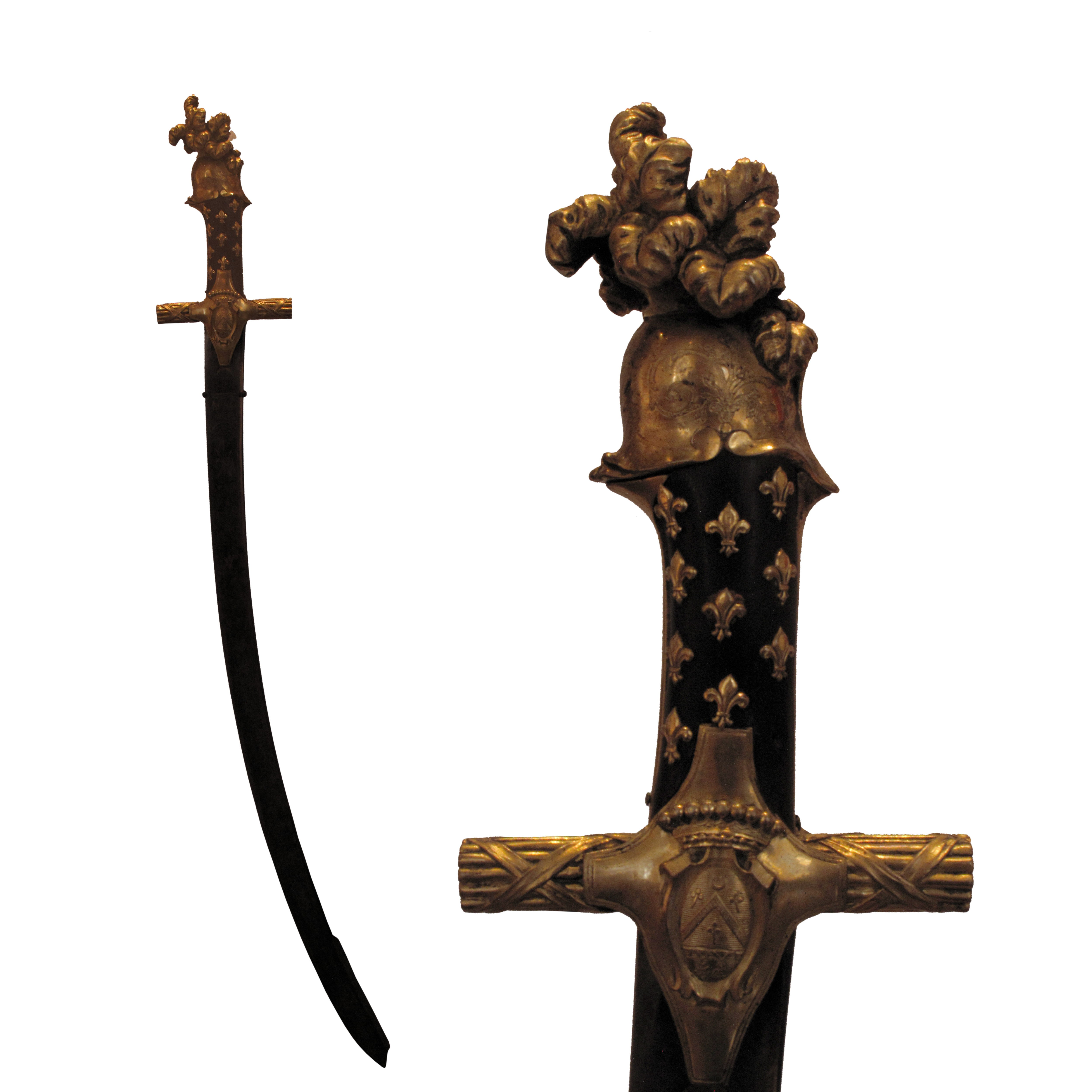
Épée offerte à Vauban par les Insurgeants, elle le blason sur la poignée.

### Révolution française
À l'époque du départ de Louis XVI pour Varennes, le comte de Vauban émigra avec la plus grande partie des officiers de ce corps, et il se rendit à Ath, puis à Coblence, où le comte d'Artois le nomma son aide de camp. Ce fut en cette qualité qu'il fit la campagne de 1792.
L'année suivante, il accompagna ce prince en Russie, où il fut témoin de la belle réception que lui fit l'impératrice Catherine II de Russie. Il alla ensuite en Angleterre et s'embarqua au printemps de 1795, avec l'expédition destinée pour les côtes de Bretagne. Chargé de commander, sous M. de Joseph de Puisaye, un corps de Chouans qui devait manœuvrer sur les arrières de l'armée républicaine, il fut prévenu par les troupes de Hoche, et, trompé par de faux signaux, il se vit obligé de rétrograder, au moment du débarquement de Quiberon, où il pensa périr. Il remplit ensuite différentes missions dans la Vendée et à l'île d'Yeu, auprès du comte d'Artois. Revenu à Londres, il se hâta de retourner en Russie ; mais, arrivé dans cette contrée au moment de la mort de Catherine, il y fut, comme la plupart des Français, victime de la versatilité de Paul Ier et bientôt obligé de s'éloigner. Il revint alors en France et séjourna quelque temps à Paris, avec le consentement de la police, qui l'arrêta néanmoins en 1806 et le retint longtemps prisonnier au Temple. 

### Mémoires
En 1806, l'historien Alphonse de Beauchamp fait publier les Mémoires pour servir à l'histoire de la guerre de la Vendée. Rédigé anonymement par le comte de XXX, cet ouvrage, imprimé sur ordre de la police, est attribué au comte de Vauban, alors détenu dans la prison du Temple. Selon l'historien Jean-Clément Martin : « Le livre est une charge contre les royalistes : toute l'histoire de la Vendée est résumée par Quiberon, il stigmatise l'ambition de Charette, ses dissensions avec Stofflet et les disputes entre chefs chouans ; il cite notamment une lettre de Charette se plaignant à Louis XVIII de « la lâcheté » du comte d'Artois, qui a « tout perdu ». La leçon que donne l'ouvrage ne pouvait que satisfaire Napoléon désireux de ruiner le parti royaliste ».En 2019, l'historien Jean-Clément Martin s'interroge : « Qu'en est-il de l'ouvrage de Vauban ? Souvenirs déjà rédigés que la police fait publier ou œuvre de Fouché ? Vauban endossant la paternité littéraire en contrepartie de la liberté ? Beauchamp est même accusé d'avoir « remanié » les notes de Vauban ! Ce dernier meurt en 1816 sans avoir désavoué cette publication qui porte son nom et qui a été réimprimée ».

### Vie sous l'Empire et la Restauration

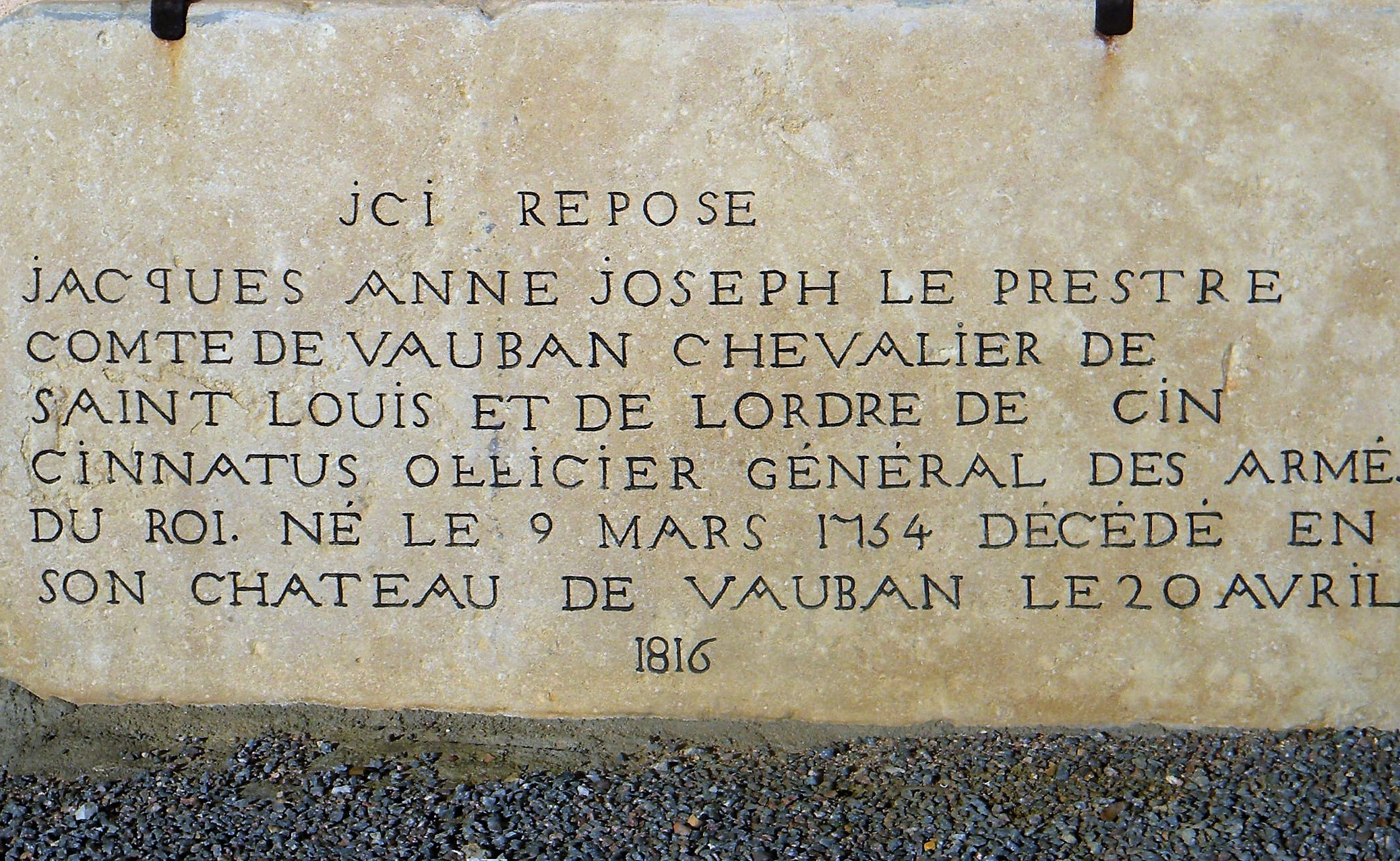
Tombe de Jacques Anne Joseph Le Prestre, comte de Vauban, à église Saint-Saturnin de Vauban (Saône-et-Loire).

Vauban fut mis en liberté peu de temps après la publication de la première édition et se retira dans le Charolais, où une partie de ses biens lui fut rendue. Il habitait encore cette contrée à l'époque du retour des Bourbons. Il crut alors devoir venir à Paris pour y présenter ses hommages aux princes qu'il avait longtemps servis ; mais, n'ayant pu être admis à cet honneur, il en retourna malade dans son pays et y mourut le 20 avril 1816.